# Ciudad Esmeralda
Ciudad Esmeralda (a veces llamada la Ciudad de las Esmeraldas) es la ciudad capital ficticia de Tierra de Oz en los libros de Oz de L. Frank Baum, descrita por primera vez en El maravilloso mago de Oz (1900).

## Descripción
Ubicada en el centro de la Tierra de Oz, Ciudad Esmeralda es el destino final del famoso camino de baldosas amarillas, que comienza en el País de los Munchkins. En el centro de Ciudad Esmeralda se encuentra el Palacio Real de Oz. Los libros de Oz generalmente describen la ciudad construida con vidrio verde, esmeraldas y otras joyas.
En los primeros libros, se describía como completamente verde. Sin embargo, en obras posteriores, el verde era simplemente el color predominante, pues los edificios también estaban decorados con oro, y las personas añadían otros colores a sus vestimentas.

### EnEl maravilloso mago de Oz(1900)
En el primer libro, El maravilloso mago de Oz (1900), las paredes son verdes, pero la ciudad en sí no lo es. Sin embargo, todos en Ciudad Esmeralda deben usar gafas tintadas de verde al entrar. Esto se explica como una medida para proteger sus ojos de la «brillantez y gloria» de la ciudad, pero de hecho hace que todo parezca verde cuando, en realidad, «no es más verde que cualquier otra ciudad». Esto es otro «embuste» creado por el Mago de Oz.
Una escena de Ciudad Esmeralda es particularmente notable en el desarrollo de Oz: Dorothy ve hileras de tiendas que venden artículos verdes de todo tipo y un vendedor que ofrece limonada verde que los niños compran con centavos verdes. Esto contrasta con la descripción posterior de Oz, en la que el dinero no aparece. Algunos intérpretes han argumentado que el Mago pudo haber introducido el dinero en la ciudad, aunque esto no está en el texto en sí.
En este libro, el Mago también describe la ciudad como construida para él pocos años después de su llegada. Fue él quien decretó que todos en Ciudad Esmeralda debían usar gafas verdes, ya que lo primero que notó de Oz tras aterrizar en su globo aerostático fue lo verde y agradable que era el paisaje.

### EnLa maravillosa tierra de Oz(1904)
En La maravillosa tierra de Oz (1904), los personajes deben usar las gafas al principio, pero, a diferencia de El maravilloso mago de Oz (1900), a mitad del libro ya no se mencionan las gafas ni la brillantez, aunque la ciudad sigue descrita como verde. Esto se mantiene a lo largo de la serie.
Aunque en un momento el personaje Tip describe la ciudad como construida por el Mago, el Espantapájaros explica más tarde que el Mago había usurpado la corona de Pastoria, el antiguo rey de la ciudad, y del Mago la corona pasó a su sucesor. El libro se centra rápidamente en encontrar al heredero legítimo de la corona de la ciudad. La Princesa Ozma permaneció como la heredera del rey, aunque tanto ella como el rey original fueron transformados en los gobernantes de todo Oz.

### Obras posteriores
La historia volvió a la idea de que el Mago construyó la ciudad en Dorothy y el mago en Oz (1908), con las cuatro brujas habiendo usurpado el poder del rey antes de la llegada del Mago.
La única alusión al concepto original de la Ciudad Esmeralda en las secuelas de Oz aparece en El camino a Oz (1909), donde el pequeño Guardián de las Puertas usa gafas verdes, siendo el único personaje que lo hace.

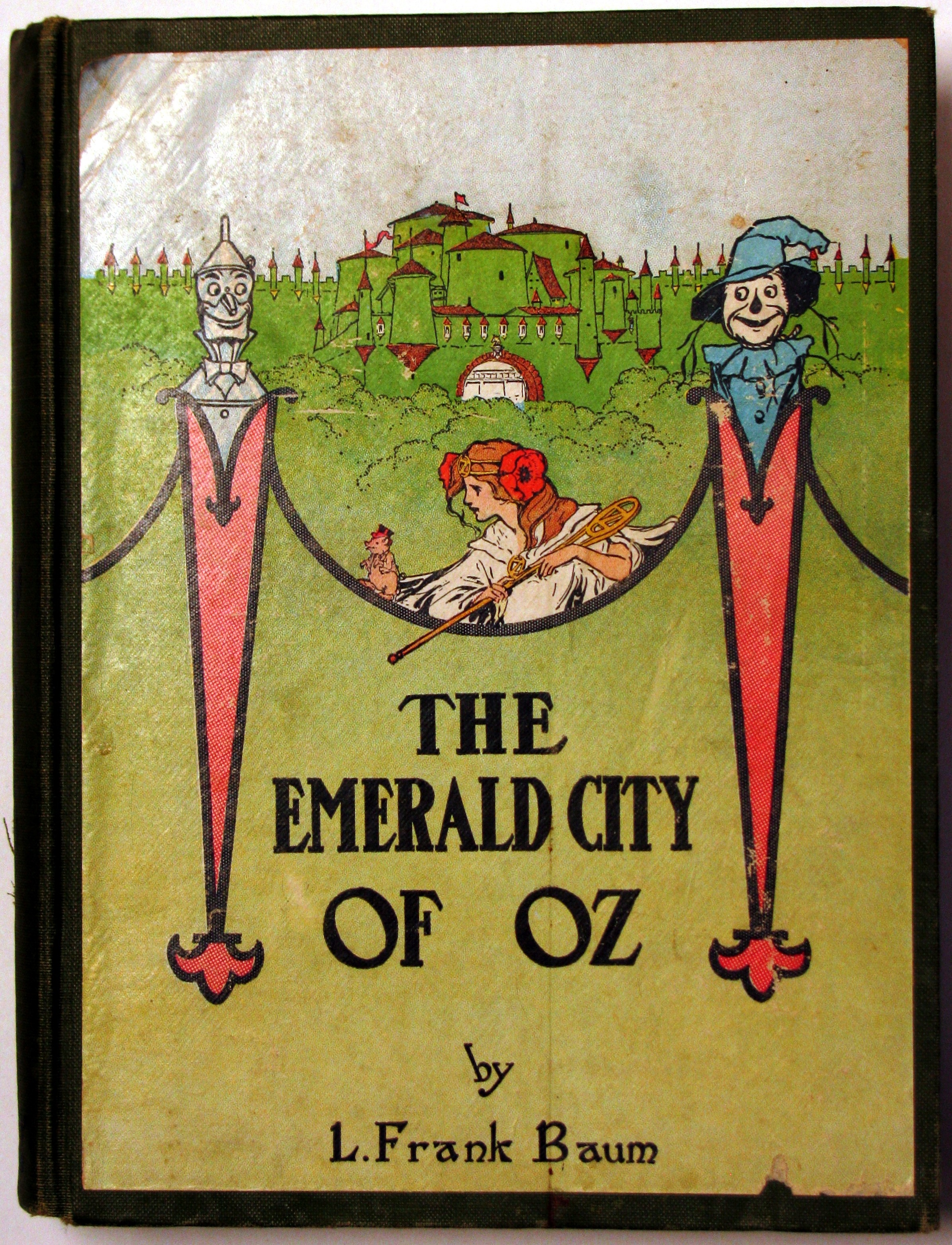
La Ciudad Esmeralda de Oz (1910)

La Ciudad Esmeralda de Oz (1910), el sexto libro de la serie de Oz, describe la ciudad como teniendo exactamente 9,654 edificios y 57,318 ciudadanos.

## Inspiración
Baum pudo haberse inspirado parcialmente en la Exposición Mundial Colombina de 1893, apodada la «Ciudad Blanca», que visitó con frecuencia tras mudarse a Chicago en anticipación al evento. W. W. Denslow, quien ilustró el libro original de Oz, también incorporó elementos que podrían haberse inspirado en la Ciudad Blanca. Denslow estaba familiarizado con la exposición, ya que había sido contratado para dibujarla y documentarla para el Chicago Times. Asimismo, la rápida construcción de la Ciudad Blanca, en menos de un año, pudo haber contribuido a la rápida construcción de la Ciudad Esmeralda en el primer libro.
Otros creen que Baum pudo haberse basado en el Hotel del Coronado, donde supuestamente escribió gran parte de su obra.

## Interpretaciones

### América capitalista
Los académicos que interpretan El maravilloso mago de Oz como una alegoría política ven la Ciudad Esmeralda como una metáfora de Washington D. C., y los billetes greenback no respaldados por reservas de oro o plata y usados durante la Guerra de Secesión. En esta lectura, el esplendor y valor ilusorios de la ciudad se comparan con el valor del dinero por decreto, que solo tiene valor por una ilusión compartida o convención. Aquí, Dorothy ingresa a la Ciudad Esmeralda (Washington D. C.) usando los zapatos de plata (el patrón plata) y siguiendo el Camino de Baldosas Amarillas (el patrón oro). Allí, conoce al Mago (Presidente William McKinley), cuyo poder finalmente se revela como una ilusión.

### América posindustrial
También hay académicos que interpretan la Ciudad Esmeralda como una visión benévola de Estados Unidos con sus nuevas prioridades y valores que surgieron con el inicio de la sociedad industrial. Algunos afirman, por ejemplo, que se trata del Chicago de la década de 1890, que se alzó en una llanura, absorbiendo gran parte de la aspiración creativa del Medio Oeste para convertirse en el Jardín del Oeste que tanto luchó en sus praderas. Esta interpretación se centra en las descripciones afirmativas de la ciudad, que revelan los beneficios y recompensas de la nueva cultura, particularmente la abundancia urbana y la economía de consumo.

### Otras
Más recientemente se ha especulado que el nombre «Ciudad Esmeralda» podría referirse a la ciudad de Seattle, Washington. Esto es incorrecto, ya que la ciudad estadounidense obtuvo su apodo de «Ciudad Esmeralda» en 1982, más de 80 años después de la publicación del primer libro de Baum.

## Lugares conocidos
- Tienda de Notta Bit More – Una tienda fuera del Palacio Real de Oz donde reside Notta Bit More.
- Prisión – Es la única prisión en la Tierra de Oz, dirigida por Tollydiggle. La prisión rara vez está ocupada debido a la falta de crímenes. En consecuencia, Ojo es el único prisionero notable aquí.
- Palacio Real de Oz – El Palacio Real de Oz está en el centro de la Ciudad Esmeralda. Aquí residen los gobernantes de la Tierra de Oz. Contiene una sala del trono, los jardines reales y las suites reales para los invitados al Palacio Real.

## Adaptaciones y alusiones

### En la imagen de ciudades

#### Estados Unidos de América
La ciudad de Seattle ha usado «La Ciudad Esmeralda» como su apodo oficial desde 1982. También hay una bebida conocida como «Ciudad Esmeralda» asociada con la ciudad de Seattle.
Eugene, Oregón también es conocida como la Ciudad Esmeralda, y la región ha sido llamada el «Imperio Esmeralda» desde al menos 1928.
Greenville, Carolina del Norte es llamada la Ciudad Esmeralda por locales y turistas. La ciudad tiene un circuito de arte en el distrito del centro conocido como el «circuito esmeralda», y en la víspera de Año Nuevo, la ciudad deja caer una esmeralda en el parque Town Common.
Peter Kaplan, un ícono de los medios y exeditor del New York Observer, un periódico que narraba las élites políticas, financieras y culturales de la ciudad, se refería frecuentemente a Nueva York como la «Ciudad Esmeralda».

#### Sídney, Australia
En 1987, David Williamson —cuyo cuñado escribió el guion de la película musical Oz (1976)— escribió la obra Ciudad Esmeralda en la que el personaje Elaine Ross describe Sídney metafóricamente como «la Ciudad Esmeralda de Oz». Sídney es donde las personas van esperando que sus sueños se cumplan, solo para terminar con sustitutos superficiales y sueños rotos.
En 2006, la Víspera de año nuevo en Sídney fue titulada «Una noche de diamante en la Ciudad Esmeralda», donde la «Noche de Diamante» aludía al 75 aniversario de la apertura del Puente de la Bahía de Sídney. Posteriormente, «Ciudad Esmeralda» ha sido usada ocasionalmente como un apodo no oficial para la ciudad de Sídney.
La oficina principal de la firma bancaria y de capital privado Emerald Partners, con sede en Sídney, está ubicada en la cima del edificio del Museo de Arte Contemporáneo de Australia en la costa del puerto de Sídney, en Circular Quay. La firma fue nombrada en honor al libro de Baum y la obra de David Williamson.[cita requerida]
Apropiadamente, la palabra «Oz» puede referirse a «Australia» en el habla coloquial australiana.
Una columna de chismes de larga data en The Sydney Morning Herald, el periódico insignia de la ciudad, se llama «Ciudad Esmeralda».

#### Asia
Muntinlupa es apodada como la «Ciudad Esmeralda de las Filipinas» por el Departamento de Turismo.

### En cine y producciones en vivo

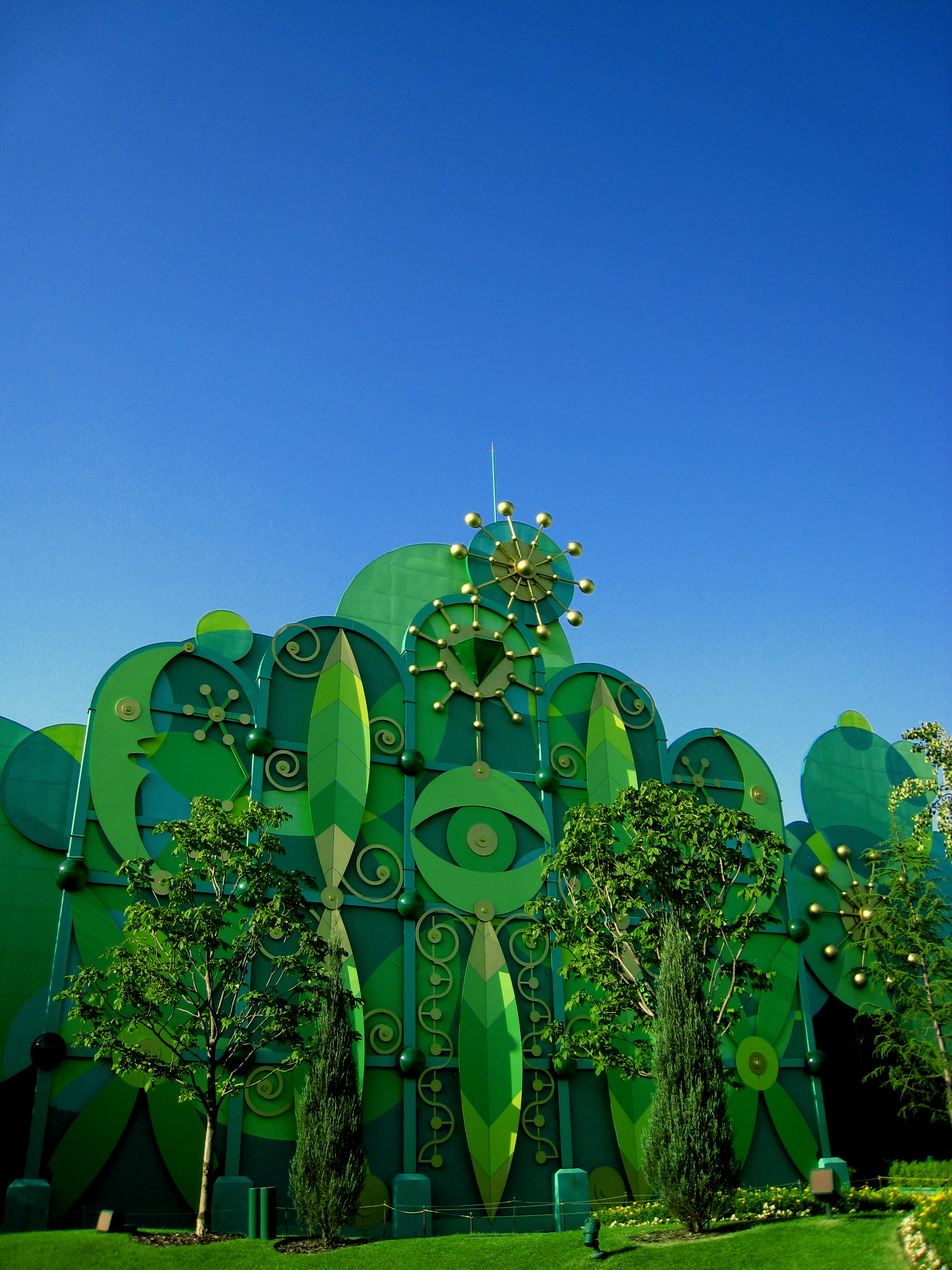
La Ciudad Esmeralda en Universal Studios Japan

- La ciudad aparece en la película El mago de Oz (1939), dirigida por Victor Fleming.
- La musical australiano de 1976 Oz es una reimaginación de la historia original de Baum, ambientada en la Australia de los años 70.
- En el musical de 1978 El mago, la plaza y los edificios principales del World Trade Center sirven como escenario para Ciudad Esmeralda.[29]
- La ciudad aparece en Regreso a Oz, destruida por El Rey Nome con todos sus habitantes convertidos en piedra. Cuando Dorothy entra, encuentra la ciudad habitada por los Wheelers y gobernada por Mombi. Al recuperar los Zapatos de rubíes de El Rey Nome, Dorothy usa su poder para restaurar la Ciudad Esmeralda a su antigua gloria.
- La obra australiana de 1987 Ciudad Esmeralda satiriza la industria del entretenimiento y usa Ciudad Esmeralda como una metáfora para Sídney, Australia.[24]
- El musical de 2003 Wicked, escrito por Stephen Schwartz y Winnie Holzman, muestra la ciudad en la canción «One Short Day», con Glinda y Elphaba visitando los lugares de la ciudad en su camino para conocer al Mago. Glinda usa las gafas verdes, según la tradición de la ciudad en El maravilloso mago de Oz.
- La ciudad aparece en la secuencia «One Short Day» de la película Wicked (2024), basada en el musical del mismo nombre, dirigida por Jon M. Chu. La secuencia incluye un musical dentro de la escena llamado Wiz-O-Mania, anunciado como la «historia absolutamente factual del maravilloso Mago de Oz».

### En televisión
- La ciudad aparece en la serie de televisión El mago de Oz. Después de que la Bruja Mala del Oeste es resucitada por sus leales Monos Voladores, y lanza un hechizo sobre la Ciudad Esmeralda que la empaña.
- La serie de prisión de HBO Oz tiene lugar principalmente en la unidad experimental Ciudad Esmeralda (coloquialmente EM City) de la ficticia Penitenciaría Estatal Oswald, en algún lugar de Nueva York.
- La ciudad se puede ver en el exitoso programa de televisión de ABC Érase una vez.
- La Ciudad Esmeralda es aludida a través de «Ciudad Central», uno de los escenarios principales en la miniserie de televisión de Syfy Tin Man (2007). El programa es una reimaginación del mundo de Baum que alude a muchos de los lugares de Oz. La Ciudad Central es un escenario completamente generado por computadora, uno de los más grandes para una serie de televisión de su época, según el diseñador de producción, Michael Joy.[30] Su diseño escénico presenta fuertes elementos de steampunk y rinde homenaje visual a Blade Runner (1982), según el cocreador Craig van Sickle.[31] Asimismo, la Outer Zone (O.Z.), o «Zona Exterior» en español, se describe como una versión sombría del hermoso mundo de Oz.[32]
- La serie de televisión de NBC de 2017 Emerald City.
- La Ciudad Esmeralda aparece en Dorothy y el Mago de Oz.

### En literatura
En las novelas revisionistas de Gregory Maguire, Wicked: Memorias de una bruja mala (1995) y Hijo de bruja (2005), Ciudad Esmeralda es un lugar mucho más oscuro que en las novelas de Baum. Tiene espléndidos palacios y jardines, pero también hay secciones afectadas por el crimen y la pobreza. Hijo de bruja presenta Southstairs, una extensa prisión política ubicada en las cuevas debajo de Ciudad Esmeralda. Las gafas verdes que usan los ciudadanos a menudo se utilizan como una forma de evitar que vean lo que sucede a su alrededor.

### En videojuegos
El videojuego Emerald City Confidential (2009) retrata la Ciudad Esmeralda como un lugar de cine negro con detectives privados, corrupción generalizada, jefes de la mafia, contrabandistas y abogados corruptos. Ambientado 40 años después de los eventos de El mago de Oz, se describe como «Oz, visto a través de los ojos de Raymond Chandler».

### Otras alusiones
La Zona Verde en Bagdad a veces se refiere irónica y cínicamente como «Ciudad Esmeralda».